# Dodge Beauty Winner
Der Dodge Beauty Winner (oder auch: Dodge D2-Serie) war ein PKW der Firma Dodge in Detroit, der als ein Nachfolger des Modells Dodge New Value im November 1935 als Modell 1936 vorgestellt wurde.
Der Wagen hatte – wie seine Vorgänger – einen seitengesteuerten Sechszylinder-Reihenmotor mit 3569 cm³, der 87 bhp (64 kW) bei 3600/min leistete. Einscheiben-Trockenkupplung, Dreiganggetriebe und Hinterradantrieb hatte auch dieses Fahrzeug. Auf Wunsch war eine Halbautomatik (durch Vakuum automatisch betätigte Kupplung) verfügbar.
Der Beauty Winner war mit zwei Radständen verfügbar: Die meisten Aufbauten gab es auf dem Fahrgestell mit 2946 mm Radstand, lediglich die siebensitzige Limousine besaß 3251 mm Radstand. Die Karosserien waren geringfügig überarbeitet worden: Der Kühlergrill war etwas runder und leicht konvex Als Aufbauten wurden eine zwei- oder viertürige Limousine, jeweils in "Normalausführung" (ohne Kofferraum) und in "Touringausführung" (mit Fließheck und hinten angeschlossenem Kofferraum) angeboten. Daneben gab zwei unterschiedliche zweitürige Coupés (Business und R/S), sowie ein zwei- und ein viertüriges Cabriolet auf dem kurzen Fahrgestell. R/S-Coupe und zweitüriges Cabriolet gab es wahlweise mit zwei oder vier Sitzplätzen. Das lange Fahrgestell wurde neben der oben beschriebenen Limousine auch noch mit allen mechanischen Komponenten, aber ohne Aufbauten, geliefert, sodass es kundenseitig an Karosseriebaubetriebe vergeben werden konnte, die es mit Spezialaufbauten versahen. Für Geschäftsleute gab es noch eine viertürige Lieferlimousine (nur mit Fahrersitz).
Bereits im Oktober 1936 wurde der Beauty Winner von der D5-Serie abgelöst.